# Astragalus hypoxylus
Astragalus hypoxylus es una especie de planta del género Astragalus, de la familia de las leguminosas, orden Fabales.

## Distribución
Astragalus hypoxylus se distribuye por Estados Unidos y México.

## Taxonomía
Fue descrita científicamente por S. Wats. Fue publicada en Proc. Amer. Acad. Arts 18: 192 (1883).